# Water and Power
Water and Power is een Amerikaanse documentaire uit 1989 geregisseerd door Pat O'Neill. De film is vergelijkbaar met Koyaanisqatsi en toont voornamelijk beelden van natuur in Californië en beelden van Los Angeles.

## Ontvangst
De film won de jury prijs op het Sundance Film Festival en werd in 2008 opgenomen in het National Film Registry.